# Леонар Дюфо
Леонар Матюрен Дюфо (на френски: Léonard Mathurin Duphot) е френски офицер, бригаден генерал.

## Биография
Роден е на 21 септември 1769 година в Лион. Постъпва в армията в ранна възраст и прави бърза кариера след началото на Френската революция, достигайки генералско звание. Проявява се в Италианската кампания от 1796 година. Там той се сближава с Жозеф Бонапарт, който малко след това става френски посланик в Рим и за чиято балдъза Дезире Клари планира да се ожени.
Леонар Дюфо е убит от войници на папа Пий VI на 28 декември 1797 година в резиденцията на френския посланик в Рим. Нападението става повод за завземането на града от френските войски.